# Балан, Николай Иванович
Николай Иванович Балан (укр. Микола Іванович Балан; род. 12 декабря 1968, Старый Лисец, Ивано-Франковская область, СССР) — украинский военный, генерал-полковник, командующий Национальной гвардией Украины (2019—2022).

## Биография

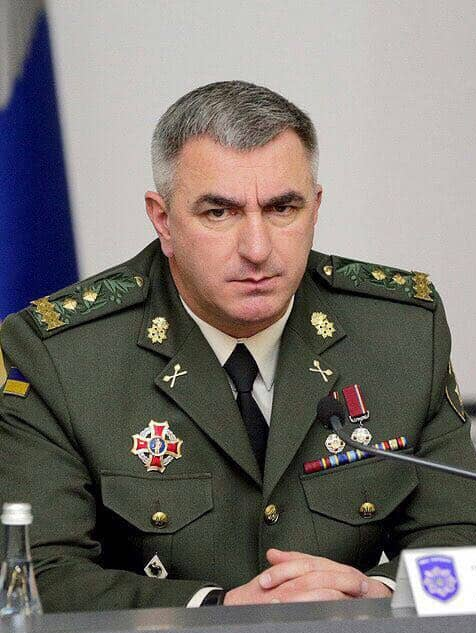
Балан в 2016 году

Родился 12 декабря 1968 года в селе Старый Лисец.
В 1992 году окончил Саратовское высшее военное командное Краснознамённое училище им. Дзержинского МВД СССР.
В 2003 году окончил Национальную академию пограничных войск Украины.
В 2017 году окончил Национальную академию государственного управления при Президенте Украины с отличием.
Прошел офицерские должности от командира взвода до начальника управления Крымского территориального командования внутренних войск МВД Украины.
С 2010 года — начальник управления Крымского территориального командования внутренних войск МВД Украины.
18 апреля 2014 года Указом Президента Украины был назначен заместителем командующего Национальной гвардии Украины.
23 августа 2014 года присвоено воинское звание генерал-лейтенанта.
С 6 февраля 2015 до 31 декабря 2015 года исполнял обязанности командующего Национальной гвардии Украины.
25 декабря 2018 года включён в санкционный список России.
С 7 мая 2019 года вновь исполняющий обязанности командующего Национальной гвардии Украины. 14 июня назначен командующим Национальной гвардией Украины.
23 августа 2020 года присвоено воинское звание генерал-полковника.
27 января 2022 года подал в отставку c должности командующего, после того как военнослужащий срочной службы Национальной гвардии Украины расстрелял из автомата сослуживцев; погибло пять человек.
Награждён орденами «За заслуги» II и III степеней, медалью «За воинскую службу Украине».